# شبنم تاشکان
شبنم تاشکان (انگلیسی: Şebnem Taşkan؛ زادهٔ ۲۶ اکتبر ۱۹۹۴) بازیکن فوتبال اهل ترکیه است.
وی همچنین در تیم ملی فوتبال زنان ترکیه بازی کرده‌است.